# Konfucijanizam
Konfucijanìzam je filozofija temeljena na učenjima Konfucija (551. pr. Kr. - 479. pr. Kr.), koji je bio važan kineski filozof, veliki učitelj i mudrac. Bio je članom kineske intelektualne i upravljačke (upravne) elite, čiji su učenici zabilježili njegov nauk o pravilnom ponašanju. Riječ je o složenom sustavu moralnih, socijalnih, političkih i religioznih misli koji je imao veliki utjecaj na kinesku civilizaciju do danas.
Najvažniji sveti spisi konfucijanìzma su Konfucijeva djela Pet klasika (Knjiga promjena, Knjiga pjesama, Knjiga povijesti, Knjiga obreda, Anali proljeća i jeseni). 
Hramovi Konfuciju građeni su po cijeloj Kini od 2. stoljeća pr. Kr., a njegovo je učenje tijekom vremena postalo dijelom kineske ideologije.-Stara Kina iznjedrila je nekoliko knjiga mudrosti, koje se onda određuju kanonskim, jer predstavljaju temelj daljnjeg razvoja kineske misli. Na njihovim se temeljima zasnivaju i taoizam i konfucijenizam (konfucionizam).U konfucijanizmu zajednica je važnija od pojedinca. Čovjek je određen svim svojim odnosima i njihovom istinitošću. Oni vjeruju u postojanje univerzalnog načela koje je izvor i svrha ponašanja. To načelo je načelo neba (Tan). 
Smatraju da zlo koje čovjek čini nije grijeh nego prijestup protiv sklada. Nesretan život pojedinca učinak je zla. Ideal je čovjek s vrlinama, a najvažnije vrline su ljubav prema drugima i pravičnost. 